# ويلي مككولوك (لاعب كرة قدم بريطاني)
فيلي مككولوك (بالإنجليزية: Willie McCulloch)‏ هو لاعب كرة قدم ومدرب كرة قدم بريطاني، ولد في 7 يناير 1948 في اسكتلندا في المملكة المتحدة. لعب مع نادي ألوا أثليتيك.